# 乔治·赫斯特
乔治·赫斯特（英語：George Hearst，1820年9月3日—1891年2月28日），19世纪美国富商，美参议员，威廉·赫斯特的父亲。
他於1870年代後期在南達科他州黑山開發和擴建美國最大金礦場Homestake。他將金礦場變成公司，於1879年在紐約證券交易所上市，該礦持續生產黃金直到2001年。